# Президентски избори в Република Македония (2004)
След смъртта на президента Борис Трайковски, Събранието на Република Македония насрочва трети извънредни президентски избори. Първия тур се провежда на 14 април 2004 година (сряда), а втория тур на 28 април 2004 година (сряда). Гласуването се състои от 07.00 до 19.00 часа.

## Резултати

### Първи тур
На първи тур на президентските избори в Македония най-много гласове получава кандидата издигнат от Социалдемократическия съюз на Македония – Бранко Цървенковски с 385 300 гласа (42,5 %), на второ място се нарежда кандидата издигнат от ВМРО-ДПМНЕ – Сашко Кедев с 309 131 гласа (34,1 %), на трето място е кандидата издигнат от проалбанската партия Демократичен съюз за интеграция – Гъзим Острени със 134 048 гласа (14,8 %), на четвърто място е кандитата от другата проалбанска партия Демократическа партия на албанците – Зуди Хелили със 78 269 гласа (8,6 %).

### Втори тур
На втори тур отиват първите двама Бранко Цървенковски и Сашко Кедев, като Бранко Цървенковски побеждава с 553 522 гласа (62,7 %), спрямо Сашко Кедев с 329 271 гласа (37,3 %).